# Nick Knight (Fotograf)

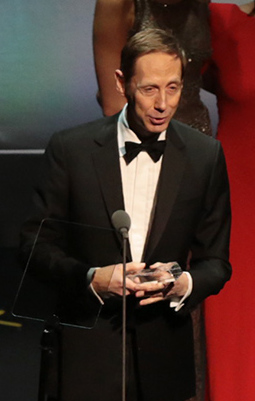
Nick Knight (2015)

Nick Knight (* 1958 in London) ist ein britischer Mode- und Dokumentarfotograf und Gründer der Mode-Website showstudio.com.

## Leben
Knight studierte Fotografie am Bournemouth & Poole College of Art and Design und schloss 1982 mit Auszeichnung ab. Im selben Jahr erschien das Buch Skinhead, welches sich der Skinhead-Subkultur der späten 1960er bis frühen 1980er Jahre in England widmet und das neben den Texten des Soziologen Dick Hebdige zur Geschichte und Mode der Skinheadkultur auch einen umfangreichen Foto-Teil mit Bildern Knights enthält. Für diese Veröffentlichung wurde der Fotograf 1985 mit dem Designers and Art Directors Award für das beste Buch-Cover bedacht.
Terry Jones, Herausgeber der Modezeitschrift i-D und vormals Art Director für die britische Ausgabe der Vogue, beauftragte Knight daraufhin, eine Serie von 100 Porträts anlässlich des fünfjährigen Jubiläums seines Magazins zu erstellen. Waren Knights bekannte Arbeiten bis dato sozialdokumentarischer Natur, ermöglichte ihm dieser Auftrag den Einstieg in die Modefotografie. Seither arbeitete Knight mit zahlreichen Modedesignern und -unternehmen zusammen, unter anderem mit Yohji Yamamoto, Alexander McQueen, Calvin Klein, Christian Dior, Jil Sander, Chloé und Yves Saint Laurent. Darüber hinaus arbeitete er als Fotograf unter anderem auch für Lancôme, Levi Strauss, Mercedes-Benz, D. Swarovski, das Royal Ballet sowie für das Royal Opera House.
Nick Knight zeichnet seit 1983 auch für die fotografische Arbeit an verschiedenen Covern zu Musik-Veröffentlichungen verantwortlich. So schoss er die Cover-Fotos für Alben von Björk, Morrissey, Elvis Costello, Boy George, David Bowie, Kylie Minogue, The Style Council, Lady Gaga, Paul Weller, Gwen Stefani, Cheryl Cole, Seal, ABC, George Michael, Massive Attack und vielen weiteren Künstlern.
Bei den Musikvideos von Björks Pagan Poetry (2001), Lady Gagas Born This Way (2011) und Kanye Wests Bound 2 (2013) führte Knight Regie.
Im Jahr 2000 gründete Knight mit showstudio.com eine eigene Mode-Website mit dem Ziel, eine multimediale Plattform zur Verfügung zu stellen, um Mode jenseits der Print-Magazine audiovisuell und in Bewegung im Internet darzustellen.

## Publikationen
- Skinhead. London; New York: Omnibus, 1982, ISBN 978-0-7119-0052-3. Text von Dick Hebdige
- Out of fashion: Photographs. London: Photographers' Gallery, 1989, ISBN 978-0-907879-22-0.
- Nicknight. München: Schirmer/Mosel, 1994, ISBN 978-3-88814-661-9. Text von Satoko Nakahara.
- Flora. München: Schirmer/Mosel, 1997, ISBN 978-3-88814-824-8. Text von Sandra Knapp.
- Nick Knight. New York: Collins Design, 2009, ISBN 978-0-06-171457-3. Text von Charlotte Cotton.

## Auszeichnungen (Auswahl)
- 1985: Designers & Art Directors Award für das beste Best Buch-Cover für Skinhead
- 1985: Kodak UK Photographer of the Year Award
- 1986: 'Magazine Publishing Award' für die "Back to School Fashion Story" im i-D-Magazin
- 1987: Kodak UK Photographer of the Year Award
- 1989: Halina Award: bester britischer Nachwuchsfotograf
- 1994: Best Studio Photographer-Award beim International Festival De La Photo De Mode
- 1995: Wahl zum einflussreichsten Modefotografen der Welt durch das The Face-Magazin
- 2000: Pantene Pro V Awards: Fotograf des Jahres

## Ausstellungen
- 2012: ICONS OF TOMORROW – Contemporary Fashion Photography, Christophe Guye Galerie, Zürich, Schweiz
- 2016: Nick Knight, Christophe Guye Galerie, Zürich, Schweiz

## Musikvideos
- Björk: Pagan Poetry (2001)
- Lady Gaga: Born This Way (2012)
- Kanye West: Bound 2 (2013)